# 糸川耀士郎
糸川 耀士郎（いとかわ ようじろう、1993年5月28日 - ）は、日本の俳優。島根県出身。身長170cm。劇団番町ボーイズ☆の元メンバー（2023年3月31日で卒業）。

## 来歴
美容師をしていた兄に憧れ、高校卒業後に美容専門学校入学のために大阪へ。卒業後、就職のために上京。勤めていた美容室を辞めた後に、ソニーのオーディションを受けて事務所に所属することになった。
- 2015年、劇団番町ボーイズ☆第1回本公演『MY DOOR 〜熱〜』にて初舞台を踏む。
- 2019年から『ディズニー ツイステッドワンダーランド』のルーク・ハントの声優をつとめる[4]。
- 2020年、『富豪刑事 Balance:UNLIMITED The STAGE』神戸大助役で主演[5]。
- 2021年2月15日、初の写真集『眩耀』が発売される[6]。
- 2022年、劇団番町ボーイズ☆第14回本公演『逃げろ、逃げるな。』で脚本・演出・主演の三役を務める[7]。
- 2023年3月31日、劇団番町ボーイズ☆を卒業[3]。
- 2023年5月1日、オフィシャルサイトおよびオフィシャルファンクラブを開設[8] 。

## 人物
趣味は散歩、映画・アニメ鑑賞、お笑いの番組を見ること。特技は歌、バスケ、サッカー、ヘアメイク。
名前の字の由来について、耀には「光り輝き続けてほしい」、士には「多くの知識を蓄えて、自立して生きていける人になってほしい」という願いを込めて名付けられたとインタビューの中で語っている。 

## 出演

### 舞台
劇団番町ボーイズ☆
- 第1回本公演『MY DOOR 〜熱〜』（2015年4月24日 - 26日）- 鹿島貫太 役
- 第2回本公演『MY DOOR 〜熱〜』再演（2015年9月26日 - 27日）- 主演 植野星雲 役
- 第3回本公演『HOME〜魔女とブリキの勇者たち〜』（2015年11月18日 - 23日） - 倉敷智之 役
- スピンオフ公演 舞台『空空漠漠明明白白』（2016年4月6日 - 10日） - 三戸こうた 役
- 第4回本公演 with 人狼TLPT S『天下統一恋の乱 Love Ballad 〜序章〜』（2016年10月13日 - 16日） - 真田幸村 役
- 第5回本公演 スイーツボーイズ1st『甘くはないぜ!』（2016年12月2日 - 4日）- 主演 天見団護 役
- 第6回本公演『ギブアップダンス!!!』（2017年3月23日 - 26日） - KEIGO（千葉圭吾） 役
- 第7回本公演『マネキンライフ』（2017年6月9日 - 11日）- 主演 リョウ 役
- 第8回本公演『ニーテンナナゴー』（2017年7月27日 - 30日）- 主演 糸川耀士郎 役
- 第9回本公演 スイーツボーイズ2nd『甘くはないぜ!2』（2017年8月31日-9月3日）-主演 天見団護 役
- 第11回本公演『眠れない羊〜番町ボーイズ☆の場合〜』（2018年5月16日 - 20日） - 青年 役
- 劇団番町ボーイズ☆×10神ACTORコラボ公演 スイーツボーイズ3rd『甘くはないぜ!3』（2019年2月2日 - 24日）- 主演 天見餡之丞 役
- 劇団番町ボーイズ☆NEXT 第2回公演『ギブアップダンス!!!』（2021年2月6日 - 7日）- 日替わりゲスト
- 第14回本公演『逃げろ、逃げるな。』（2022年3月9日 - 13日） - 脚本・演出・主演 吉澤アキラ 役

2015年 - 2016年
- 劇団TEAM-ODAC 第17回本公演『DARMA〜ダルマ〜』（2015年6月18日 - 23日）- 弧次郎 役
- オトメステージVol.3『マフィアモーレ』（2016年2月3日 - 7日） - リディオ 役
- 超歌劇『幕末Rock』黒船来航（2016年8月20日 - 9月9日） - 高杉晋作 役

2017年
- 私のホストちゃん REBORN（1月11日 - 22日） - 氷河 役
- 桜龍（3月31日 - 4月5日） - 東城総 役
- Live Musical『SHOW BY ROCK!!』 - チタン 役
  - THE FES Ⅱ-Thousand XVⅡ（5月11日 - 13日）
  - 深淵のCrossAmbivalence（10月19日 - 29日）

- 超歌劇『幕末Rock』絶叫！熱狂！雷舞（11月24日 - 12月3日） - 高杉晋作 役

2018年
- 私のホストちゃん REBORN 〜絶唱！大阪ミナミ編〜（1月19日 - 2月11日） - 氷河 役
- 舞台『黒子のバスケ』IGNITE-ZONE（4月6日 - 5月13日） - 赤司征十郎 役
- Live Musical『SHOW BY ROCK!!』 - チタン 役
  - 〜THE FES 2018〜（6月26日 - 27日）
  - ―狂騒のBloodyLabyrinth―（8月30日 - 9月17日）

- 忍法浪漫剣劇『百花百狼 〜戦国忍法帖〜』〜月下丸の章〜（12月13日 - 16日）- 黒雪 役

2019年
- 私のホストちゃん THE PREMIUM（2月5日）- ゲスト出演
- 舞台『黒子のバスケ』ULTIMATE-BLAZE〜帝光編〜リーディング（4月15日配信） - 赤司征十郎 役
- 舞台『黒子のバスケ』ULTIMATE-BLAZE（4月30日 - 5月19日） - 赤司征十郎 役
- Starry☆Sky on STAGE（7月10日 - 15日）- 土萌羊 役
- 東京印公演vol.16『げんせんじゃ〜！』〜宝や旅館〜2019（8月7日 - 12日）- 野沢辰雄（ゲンセーンオレンジ） 役
- 体内活劇『はたらく細胞』II（9月27日 - 10月6日）- B細胞 役
- 首都争奪バトル舞台『四十七大戦』開戦！鳥取編（10月24日 - 11月2日）- 島根さん 役

2020年
- 舞台『憂国のモリアーティ』（1月10日 - 2月2日） - ルイス・ジェームズ・モリアーティ 役
- ミュージカル『刀剣乱舞』静かの海のパライソ（3月21日 - 5月31日） - 浦島虎徹 役※一部公演中止
- 『ダイヤのA』The MUSICAL（6月25日 - 7月5日）※全公演中止
- 富豪刑事 Balance:UNLIMITED The STAGE（10月2日 - 11日）- 主演 神戸大助 役
- 饗宴『Führer（フューラー）』（10月21日 - 11月1日）

2021年
- ミュージカル『刀剣乱舞』5周年記念 壽 乱舞音曲祭（2021年1月9日 - 23日） - 浦島虎徹 役
- ミュージカル『INTERVIEW〜お願い、誰か僕を助けて〜』（3月24日 - 4月4日）- マット・シニア 役（Wキャスト TEAM RED ）
- 文学戯劇-宮沢賢治-『星紡ギの夜』（4月22日 - 4月25日）- 銀河鉄道の夜 ジョバンニ 役
- ロックミュージカル『MARS RED』（6月24日 - 7月1日）- スワ 役
- 舞台『憂国のモリアーティ』case 2（7月23日 - 8月1日） - ルイス・ジェームズ・モリアーティ 役
- ミュージカル『刀剣乱舞』静かの海のパライソ2021（9月27日 - 11月25日） - 浦島虎徹 役

2022年
- ヒプノシスマイク-Division Rap Battle- Rule the Stage -track.5-（1日7日 - 2月6日） - 神奈備衢（かんなび よつつじ）役
- ミュージカル『刀剣乱舞』真剣乱舞祭2022（5月8日 - 6月26日） - 浦島虎徹 役
- ヒプノシスマイク-Division Rap Battle- Rule the Stage -Rep LIVE- side F.P 札幌（7日23日） - 神奈備衢 役
- 『ダイヤのA』（9月30日 - 10月10日）- 主演 沢村栄純 役
- 音楽劇『まほろばかなた』（10月28日 - 11月6日）- 山縣狂介 役
- Action Stage『エリオスライジングヒーローズ』（12月8日 - 12月25日）- 主演 鳳アキラ 役

2023年
- DisGOONie Presents Vol.12 舞台『玉蜻 〜新説・八犬伝』（2月10日 - 2月26日）- 犬江親兵衛 役
- ミュージカル『フィーダシュタント』（3月16日 - 3月26日） - アベル・ルター 役
- ミュージカル『伝説のリトルバスケットボール団』プレビュー公演（7月27日） - スンウ 役
- ミュージカル『刀剣乱舞』 ㊇ 乱舞野外祭（すえひろがり らんぶやがいまつり）（9月17日 - 24日） - 浦島虎徹 役
- リーディングシアター『アドレナリンの夜』（10月8日）
- 舞台『ナナシ-第七特別死因処理課-』（10月27日 - 11月5日）- 死神 カンセイ執行官 役
- 演劇ドラフトグランプリ 2023（12月5日、日本武道館） - 劇団「国士無双」 
- 舞台『東京リベンジャーズ』（12月22日 - 2024年1月8日）- 乾青宗 役

2024年
- ミュージカル『伝説のリトルバスケットボール団』（2月15日 - 3月3日） - スンウ 役
- ミュージカル『スウィーニー・トッド フリート街の悪魔の理髪師』（3月9日 - 30日） - アンソニー 役（Wキャスト）
- 悪童会議 第二回公演 ミュージカル『夜曲〜ノクターン〜』（5月4日 - 12日）
- 歌絵巻『ヒカルの碁』序の一手（7月5日 - 14日） - 主演 進藤ヒカル 役

2025年
- ミュージカル『ミセン』（1月10日 - 2月11日） - チャン・ベッキ 役
- 統芸能×朗読劇 和がたりシリーズ〜湊川神社神能殿〜『楠俤』（1月24日 - 25日）
- マーダーミステリーシアター『殺意の代償』（3月12日）
- 糸川耀士郎 俳優10周年記念 1人音楽劇『夜啼鳥』（5月14日 - 5月18日）- 主演 ネロ 役
- ミュージカル『刀剣乱舞』目出度歌誉花舞 十周年祝賀祭（7月29日・30日） - 浦島虎徹 役
- ミュージカル『黒執事』〜緑の魔女と人狼の森〜（9月12日 - 28日〈予定〉） - フィニアン 役
- OFFICE SHIKA PRODUCE『世界は密室でできている。』（10月23日 - 11月2日〈予定〉） - 主演

2026年
- 悪童会議 第4回公演 ミュージカル『夜曲〜ノクターン〜』（6月 - 7月〈予定〉）

### テレビ番組
- 番町ボーイずん（2016年1月8日 - 9月30日、TOKYO MX）[98]
- ツキプロch. （2016年4月 - 12月、TOKYO MX）[99][100]
- マル★カツ定食（2016年6月18日 - 2017年6月24日、ディズニー・チャンネル）[101]
- Break Out 特別編・音で遊び倒せ! in OKINAWA（2016年8月19日、テレビ朝日）[102][103]
- テアトル★番町（2017年1月 - 6月、TOKYO MX）[104]
- テアトル★番町W（2017年7月 - 10月、TOKYO MX）[105]
- ボキャブライダー（2017年7月24日[106]・8月18日[注 4]、NHK Eテレ）
- 人狼男子（2019年10月2日 - 12月27日、TOKYO MX）[108]
- ゆる系忍者隊 ニンスマン（2020年10月4日 - 2021年3月21日、テレビ朝日）- 霧隠緑丸グリーン 役[109][110]
- お願い!ランキング 2.5次元俳優コラボ企画「う大2.5」（2021年4月22日、5月18日、テレビ朝日）[111]
- FNS歌謡祭 2021 第2夜（2021年12月8日、フジテレビ）- 刀剣男士 浦島虎徹 役[112][113]
- Bリーグ中継 
  - 2021 - 22 川崎ブレイブサンダースVS.群馬クレインサンダーズ（2021年12月15日、BS12 ）- 副音声ゲスト[114][115]
  - 2022 - 23 横浜ビー・コルセアーズVS.アルバルク東京（2022年11月20日、BS12 ）- 副音声ゲスト[116][117]
- オダイバ!!超次元音楽祭2022（2022年2月13日、フジテレビ）- 浦島虎徹 役[118][119]
- 2.5次元ナビ! #65（2022年8月22日、CS日テレプラス）- ゲスト[120]
- あにレコTV（2022年8月23日、テレビ東京）-『ダイヤのA』The MUSICAL特集 ゲスト[103]
- イベ検（2022年12月18日、テレビ朝日）[103]

### テレビドラマ
- 七人の夫 劇団ヘラクレスの掟NextStage 第10話（2018年12月20日、東海テレビ） - 尚人 役
- 10神スパイ大作戦〜コード・バリカタ〜 第9話（2019年3月12日、福岡放送） - 糸川耀士郎（本人）役
- He/Meets 連続ドラマ『救出劇』（2021年5月26日 - 6月30日、TOKYO MX） - 五味義史 役[121][122]

### テレビアニメ
- ツキウタ。The ANIMATION 第11話（2016年） -スタッフ 役[123]
- 群青のファンファーレ（2022年4月2日 -6月25日） - 京力秋樹 役[124]

### ゲーム
- ディズニー ツイステッドワンダーランド（2020年3月18日） - ルーク・ハント 役[4][125]

### 配信ドラマ
- サギトリ！〜警視庁 特殊詐欺取扱係･船木瑛一〜（2019年12月1日、スマートボーイズアプリ） - 主演 船木瑛一 役[126][127]
  - サギトリ！ 2〜警視庁 特殊詐欺取扱係･船木瑛一､閉じ込められる!?〜（2021年2月26日、スマートボーイズアプリ）- 主演 船木瑛一 役[128]
- ひとりしばい vol.5 糸川耀士郎（2020年8月1日）[129]
- 2.5次元的世界 言劇（ことげき）『スルースキルの高い私だから付き合えるが、今日も彼はぶっ飛んでいる!!』（2023年3月3日）- インテリ彼氏 役[130]
- ナナシ -第七特別死因処理課- シーズン2（2024年2月28日配信予定） - カンセイ 役[131]

### CM
- 魔法のiらんど文庫「オネエ系男子攻略法」（2016年）
- 魔法のiらんど文庫「ブラドラ 最強無敵☆ヤンキーズ!!」（2016年）
- モンテールweb動画「モンテールの歌〜feat.シュークリーム先輩〜」（2017年） - ヤサシ 役
- LUX「おうちバー」（2021年10月）[132]

### 映画
- PとJK（2017年3月）- レギュラー生徒 役[2]
- 霊眼探偵カルテット（2017年6月17日）- バンドでキーボードー生徒 役
- たぶん（2020年11月13日）- クロ 役[133][134]

### PV
- TEE『恋のはじまり』（2016年）[135][136]
- KEMURI『サラバ アタエラレン』（2016年）[137]

### ライブ
- TSUKINO CROWD FESTIVAL 
  - 2016 WINTER（2016年12月13日）
  - 2017 SPRING（2017年5月13日、Zepp Tokyo）
- 劇団アルタイル SPRING FESTIVAL 2017（2017年4月15日 - 16日）
- テアトル☆番町 The Live （2017年4月29日）
- テアトル☆番町 The Live Vol.2（2017年10月1日）
- 劇団番町ボーイズ☆
  - The Live Vol.1（2017年2月25日）
  - X’mas Special Live （2017年12月23日）
  - 学園祭Vol.1〜マドンナ争奪戦!〜（2018年3月18日）
  - 夏祭りLIVE（2018年7月15日）
  - 初お出かけLIVE（2018年10月7日、名古屋/10月8日、大阪）
  - もうすぐ年越しLIVE（2018年12月29日）
  - THANKS for 2019 LIVE（2019年12月22日）
  - 2020年お疲れさまONLINE LIVE（2020年12月21日）
  - 全員集合!2021年もありがとうLIVE（2021年12月6日）
  - 全員集合!2022年感謝祭LIVE（2022年12月27日）
  - メモリアルイベント-X- 木原瑠生、糸川耀士郎メンバー卒業（2023年3月27日）

### イベント
- ACTORS☆LEAGUE 
  - Basketball 2022（2022年10月11日、東京体育館）- SPARK SEEDS 46番[138][139]
  - Baseball 2023（2023年7月3日、東京ドーム） - GEM SCARLETS 46番[140][141]
  - Basketball 2023（2023年10月11日、東京体育館 メインアリーナ）- SPARK SEEDS キャプテン代理[142][143]
  - Futsal 2025（2025年10月7日〈予定〉、東京体育館 メインアリーナ）[144]
- Mixa × Murder Mystery〜ニッポン放送殺人事件〜 （2023年5月21日、Theater Mixa）- 神田伶弥 役[145][146]
- ディズニー ツイステッドワンダーランド Fes （2023年8月20日、東京国際フォーラム）[147]
- あくたーず☆りーぐ アートフェスタ in よみうりランド「フラワーパークでらんらんRUN」（2023年11月19日、らんらんホール）- ゲストアーティスト[148]

#### 個人イベント
- 糸川耀士郎のソロイベント「Sweet party in a wedding hall」（2018年10月18日 - 19日）
- 糸川耀士郎「Premium Eve Festival」（2021年5月29日）
- Yojiro Itokawa 1st FAN meeting「From Here」（2023年10月1日、東京 / 10月15日、大阪）[149]

#### バースデーイベント
- 糸川耀士郎25th 初Birthdayイベント〜25歳の誕生日なので欲張ってやりたいことを1日で25個やっちゃいます〜（2018年6月3日）
- 糸川耀士郎 26歳+1ヶ月 Birthday party!!（2019年6月22日）
- 糸川耀士郎バースデーイベント・イチイチイチ！2020ver.〜1年で1番楽しい1日〜（2020年8月16日配信）
- 糸川耀士郎「Special Birthday Event 2021」（2021年6月6日）
- 糸川耀士郎「29th Birthday Event "Legendary"」（2022年7月3日、東京 / 7月10日、大阪）

### ドラマCD
- ドラマCD『桜龍』- 東城総 役（2017年03月29日）[150]
- 劇団アルタイルユニットドラマCD『Twinkling stars BLUE』- 神谷トウマ 役（2018年1月26日）[151]

## 書籍

### 写真集
- 糸川耀士郎 1st写真集『眩耀』（2021年2月15日、東京ニュース通信社）[6] ISBN 978-4-86701-206-2
- 『白シャツ男子×劇団番町ボーイズ☆』写真集 （2022年2月）[152]

### カレンダー
- 糸川耀士郎 2020カレンダー（2019年11月23日、幻冬舎コミックス）[153]
- 糸川耀士郎 2021カレンダー（2020年11月25日、撮影：圓岡淳）[154][155]
- 糸川耀士郎 2022カレンダーブック（2021年11月8日、東京ニュース通信社）[156][157] ISBN 978-4-86701-337-3
- 糸川耀士郎 2023カレンダーブック（2022年11月9日、東京ニュース通信社）[158][159] ISBN 978-4-86701-513-1

### 関連書籍
- くまだゆか『僕らとひとつ屋根の下〜番町ボーイズ☆Backstage〜』ARIAコミックス〈全2巻〉（2017・2018年、講談社）- 漫画内に登場[160][161]
- 駒田航『駒田航のKomastagram 3rd PHOTO FRAME』（2023年1月26日、主婦の友インフォス）- 掲載ゲスト ISBN 978-4-07-453894-2

## 作品

### キャラクターソング
| 発売日         | 商品名                                                                          | 楽曲                                     | 歌         | 備考                     |
| -------------- | ------------------------------------------------------------------------------- | ---------------------------------------- | ---------- | ------------------------ |
| 2016年12月14日 | 未来のPiece                                                                     | 未来のPiece グロリアスストーリー         | 神谷トウマ | ツキクラ関連曲           |
| 2017年8月30日  | 僕らはSummer                                                                    | 僕らはSummer STARDUST（初回生産限定盤C） | 神谷トウマ | ツキクラ関連曲           |
| 2017年1月20日  | 劇団アルタイル『Regulus vol.1 -encounter-』                                     | Galaxy Fantasy                           | 神谷トウマ | ツキクラ関連曲           |
| 2017年2月15日  | 劇団アルタイル『Regulus ルイトモ』                                              | ルイトモ Beautiful World しあわせの花束  | 神谷トウマ | ツキクラ関連曲           |
| 2017年3月17日  | 劇団アルタイル『Regulus vol.2 -evolution-』                                     | ボクらだけの歌                           | 神谷トウマ | ツキクラ関連曲           |
| 2018年3月14日  | 劇団アルタイル ソロシリーズコレクションアルバム -a galaxy of new stars-         | くれないの想い 集合写真                  | 神谷トウマ | ツキクラ関連曲           |
| 2022年8 月3日  | 群青ファンファーレ Blu-ray&DVD第2巻 特典CD キャラクターソング Vol.2「青い記憶」 | 青い記憶                                 | 京力秋樹   | 群青ファンファーレ関連曲 |